# Marilu Henner

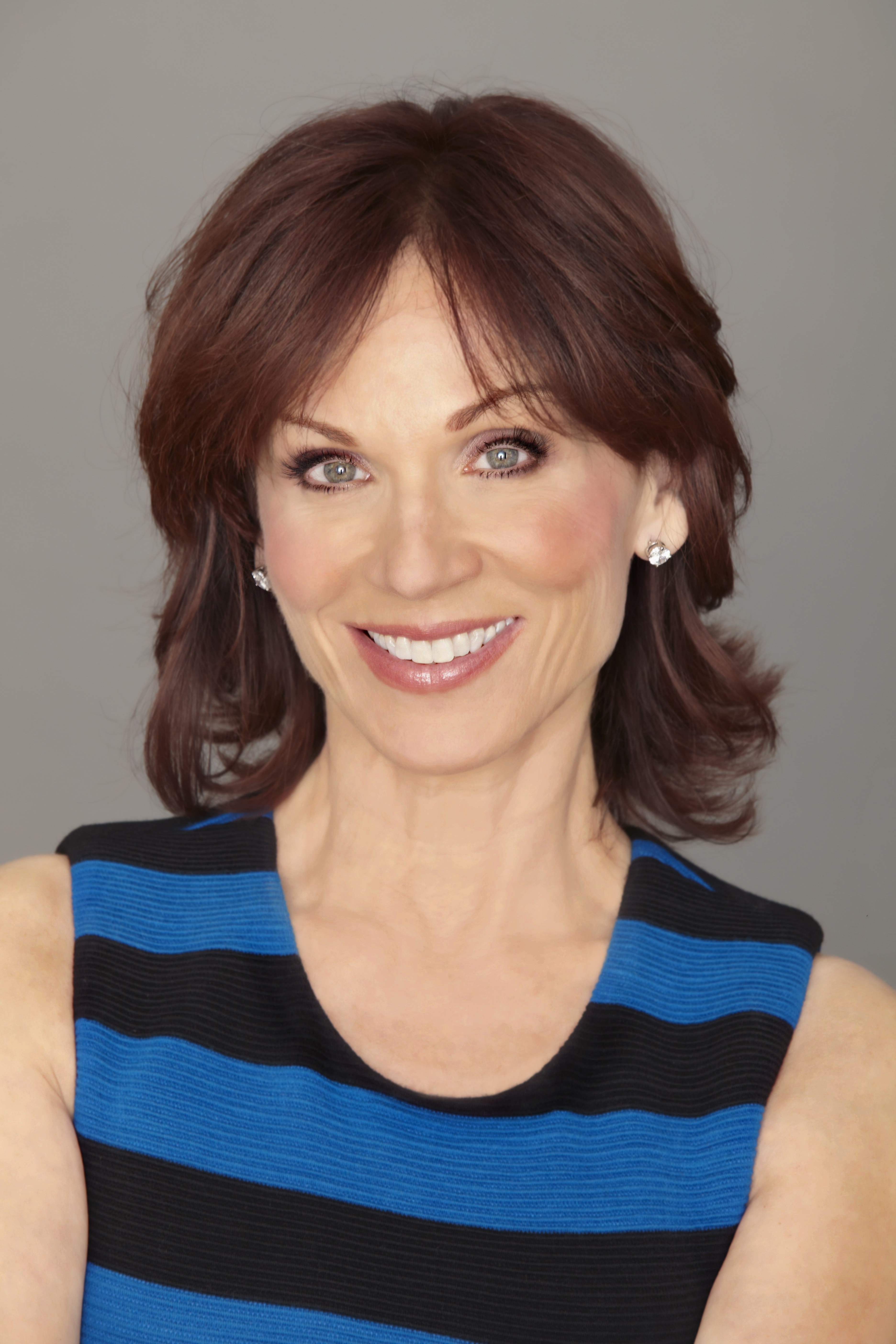
Marilu Henner 2011

Marilu Lucy Denise Henner (* 6. April 1952 in Chicago, Illinois) ist eine US-amerikanische Schauspielerin, Filmproduzentin und New-York-Times-Bestseller-Autorin.

## Leben
Henner ist zum dritten Mal verheiratet: Zunächst zwei Jahre lang (1980–1982) mit dem Schauspieler Frederic Forrest, anschließend von 1990 bis 2001 mit dem Regisseur Robert Lieberman, mit dem sie zwei Kinder hat. Seit 21. Dezember 2006 ist sie mit Michael Brown liiert.
2012 veröffentlichte sie ein Buch mit dem Titel „Total Memory Makeover“, dem zufolge sie sich außerordentlich gut an jeden einzelnen Tag seit ihrem 12. Geburtstag erinnern kann. Diese Fähigkeit ist in Fachkreisen als Highly Superior Autobiographical Memory (HSAM) bekannt. Henner schreibt in ihrem Buch, sie sei bis dahin einer von weltweit nur zwölf dokumentierten Fällen mit dieser Veranlagung.

## Karriere
Zum ersten Mal auf der Leinwand war Henner 1977 in dem Film Between the Lines zu sehen. Seither spielte sie Haupt- und Nebenrollen in zahlreichen Hollywoodstreifen und mehreren Fernsehserien. Für die Krimiserie Unforgettable war sie zusätzlich als Beraterin tätig. Ab 1990 verfasste sie mehrere populärwissenschaftliche Bücher zu den Themen Kindererziehung und Kosmetik.

### Radiomoderatorin
Henner ist Host der The Marilu Henner Show, einer Radio-Talkshow für Gesundheitsthemen. Sie wird als Syndication von der Sun Broadcast Group US-weit verbreitet und läuft an jedem Wochentag.  Früher wurde die Sendung auch vom Genesis Communications Network verbreitet.

### Bücher
- Marilu Henner’s Total Health Makeover. und The 30-Day Total Health Makeover.
- I Refuse to Raise a Brat.
- Healthy Life Kitchen.
- Healthy Kids.
- Healthy Holidays.
- Wear Your Life Well.
- By All Means Keep on Moving.

## Filmografie (Auswahl)

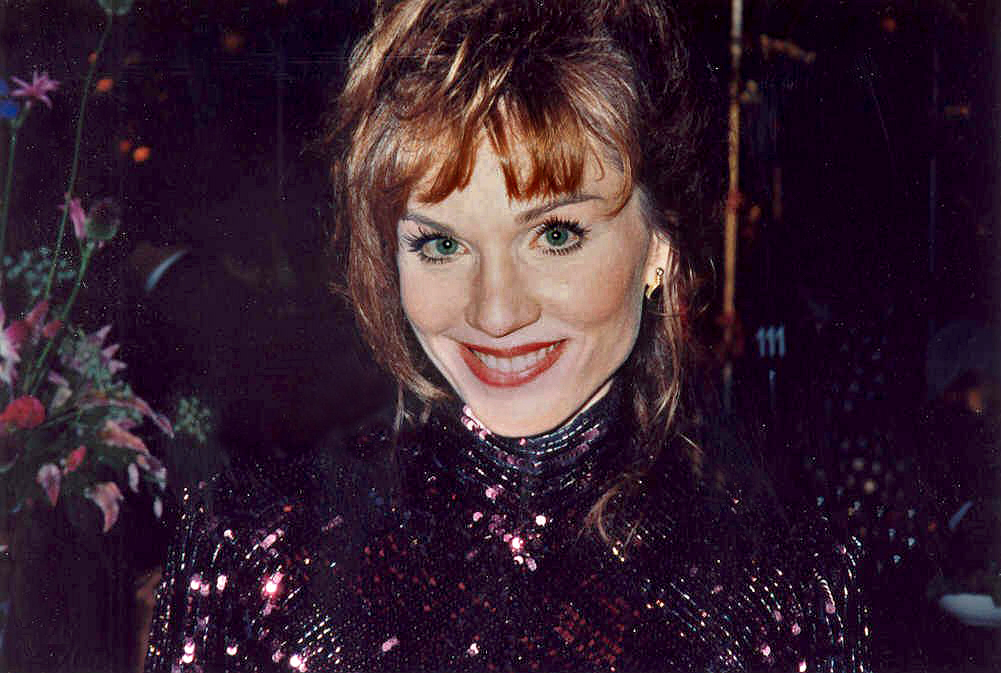
Marilu Henner 1991 bei den Emmy Awards

- 1977: Zwischen den Zeilen (Between the Lines )
- 1978: Heißes Blut (Bloodbrothers)
- 1978–1983: Taxi (Fernsehserie, 114 Episoden)
- 1981: Das Haus meiner Träume (Dream House)
- 1982: Hammett
- 1983: Frauen waren sein Hobby (The Man Who Loved Women)
- 1984: Auf dem Highway ist wieder die Hölle los (Cannonball Run II)
- 1984: Johnny G. – Gangster wider Willen (Johnny Dangerously)
- 1984: Rhapsodie in Blei (Rustlers’ Rhapsody)
- 1985: Perfect
- 1985: Las Vegas Cop (Stark)
- 1986: Wer ist hier der Boss? (Who’s the Boss?, Fernsehserie, eine Episode)
- 1986: Liebe zu einem Fremden (Love with a perfect stranger)
- 1990–1994: Daddy schafft uns alle (Evening Shade, Fernsehserie, 98 Episoden)
- 1991: L.A. Story
- 1991: Ketten aus Gold (Chains of Gold)
- 1992: Noises Off! – Der nackte Wahnsinn (Noises Off)
- 1994: Chasers – Zu sexy für den Knast (Chasers)
- 1996: Titanic (The Titanic)
- 1999: Der Mondmann (Man on the Moon)
- 2000: Das Mercury Projekt (Rocket’s Red Glare)
- 2008: Deadly Suspicion – Im Kreis der Familie
- 2011: Unforgettable (Fernsehserie)
- 2013: Two and a Half Men (Fernsehserie, Episode 10x23)
- 2014: Brooklyn Nine-Nine (Fernsehserie, 5 Episoden)
- 2015–2022: Mit Liebe zum Mord (An Aurora Teagarden Mystery, Filmreihe, 18 Episoden)
- 2023: Navy CIS: L.A. (Fernsehserie)